# Эль-Аси
Эль-А́си (Оро́нт греч. Ορόντης от аккад. 𒀀𒊏𒀭𒁺 arantu; араб. العاصي‎; на территории Турции тур. Asi Nehri — А́си) — река в Ливане, Сирии и Турции. Длина — 571 км, площадь бассейна — 22 300 км². Средний расход воды около 80 м³/с.
Судоходство практически отсутствует. Оронт имеет небольшое значение для орошения. Его основная историческая значимость состоит в том, что долина Оронта в древности использовалась для торговых путей. В 750 году до н. э. в устье реки Оронт была основана греческая колония Аль-Мина.
В Средние века Оронт служил границей для крестоносцев между княжествами Антиохия и Алеппо.

## Течение
Река берёт начало в горах Антиливана близ древнего Гелиополя, что в долине Бекаа, примерно в 30 км к востоку от Бейрута. Направление течения северное, параллельно побережью Средиземного моря. Течёт сначала по скалистому ущелью, затем разливается в озеро Хомс, которое было запружено ещё в античные времена. Далее долина реки расширяется у города Хама, следуя по днищу заболоченного грабена Эль-Габ, после чего русло поворачивает на запад, в Антиохийскую равнину Амук. Здесь в Оронт впадают два крупных притока — Африн и Карасу. Впадает в залив Антакья Средиземного моря к югу от небольшого турецкого портового города Самандаг.

## Название
В Турции реку называют Ters akan nehir, что означает «река, текущая в обратном направлении». Вблизи города Антакья в турецком иле Хатай Эль-Аси меняет направление течения с северного на западное и впадает возле Самандага в Средиземное море. Там создаётся впечатление, что река течёт в обратном направлении. Оптическая иллюзия возникает из-за низкого уровня воды и сильных ветров. В античные времена в нижнем течении река была судоходной.
Арабское слово нахр означает «река», эль-А́сы — «строптивый», что указывает на бурное течение.
Страбон в своём труде География писал, что сирийская река Тифон была названа Оронтом, потому что Оронт I переправился через реку, предположительно во время войны против Эвагора.
В государстве Селевкидов река Оронт была переименована в Аксий (др.-греч. Ἀξιός, лат. Axius) соответственно названию крупнейшей македонской реки.